# Iridion II
Iridion II est un shoot them up développé par Shin'en et édité par Majesco, sorti en 2003 sur Game Boy Advance. Il est la suite d'Iridion 3D. Il délaisse le shoot 3D pour être un shoot them up à défilement vertical classique.

## Accueil
- GameSpot : 8,2/10[4]
- Jeux Vidéo Magazine : 13/20[5]